# Giuseppe Patrucco
Giuseppe Patrucco (Torino, 4 febbraio 1932) è un ex calciatore italiano, di ruolo terzino.

## Carriera
Formatosi nella Juventus, nel 1951 passa in prestito al Siracusa che militava in Serie B chiudendo la stagione al tredicesimo posto.
La stagione seguente passa al Genoa, sempre in cadetteria e sempre in prestito. Con i rossoblu esordisce il 14 settembre 1952 nella vittoria casalinga per 3-1 contro il Vicenza. Nella stagione con i liguri scenderà in campo in tre occasioni, vincendo il campionato ed ottenendo la promozione in massima serie.
Nel 1953 passa alla Sanremese, con cui militerà tre stagioni in Serie C, ottenendo come massimo risultato il quarto posto nell'annata 1953-1954.
Nel 1956 torna a giocare in Serie B, in prestito al Parma, club con cui si piazza al 12º posto al termine della stagione.
La stagione seguente si trasferisce alla Juventus, con cui esordisce in Serie A il 26 gennaio 1958, nella vittoria esterna per 3-2 contro il Verona. Nella stagione in bianconero giocò in totale due incontri, vincendo lo scudetto al termine della Serie A 1957-1958.
Nel 1958 passa al Monza, club in cui militerà due anni ottenendo come massimo risultato il settimo posto al termine della sua prima stagione.
Terminata l'esperienza in Brianza passa al Chieri che militava in Serie D 1960-1961, retrocedendo al termine della stagione. Con i piemontesi ottiene la promozione immediata, vincendo il girone del Piemonte e della Valle d'Aosta al termine della stagione 1961-1962.
Nell'ultima stagione con i biancoazzurri ottiene il tredicesimo posto del Girone A.

## Palmarès
- Serie B: 1

Genoa: 1952-1953
- Campionato italiano: 1

Juventus: 1957-1958